# Forum Marinum
Das Forum Marinum ist ein Seefahrtsmuseum am Fluss Aurajoki in Turku, Finnland, sowie auch das offizielle finnische Marinemuseum.

## Geschichte
Das Forum Marinum wurde im Jahr 1999 gegründet. Dabei wurden zwei verschiedene Museen vereinigt, das Turku-Seefahrtsmuseum (gegründet 1977) und das Åbo Akademi-Museum für die Seefahrtsgeschichte (gegründet 1936).
Das ehemalige Turku-Seefahrtsmuseum konzentrierte sich auf die Erweiterung und Pflege der Bibliothek, des Archivs sowie die Forschung.  Das Åbo Akademi-Museum beschäftigte sich mit der Organisation von Ausstellungen und kümmerte sich vorwiegend um die Erweiterung und Erhaltung von Objektsammlungen. Diese Funktionen gehen nun auf das Forum Marinum über.

## Ausstellungen

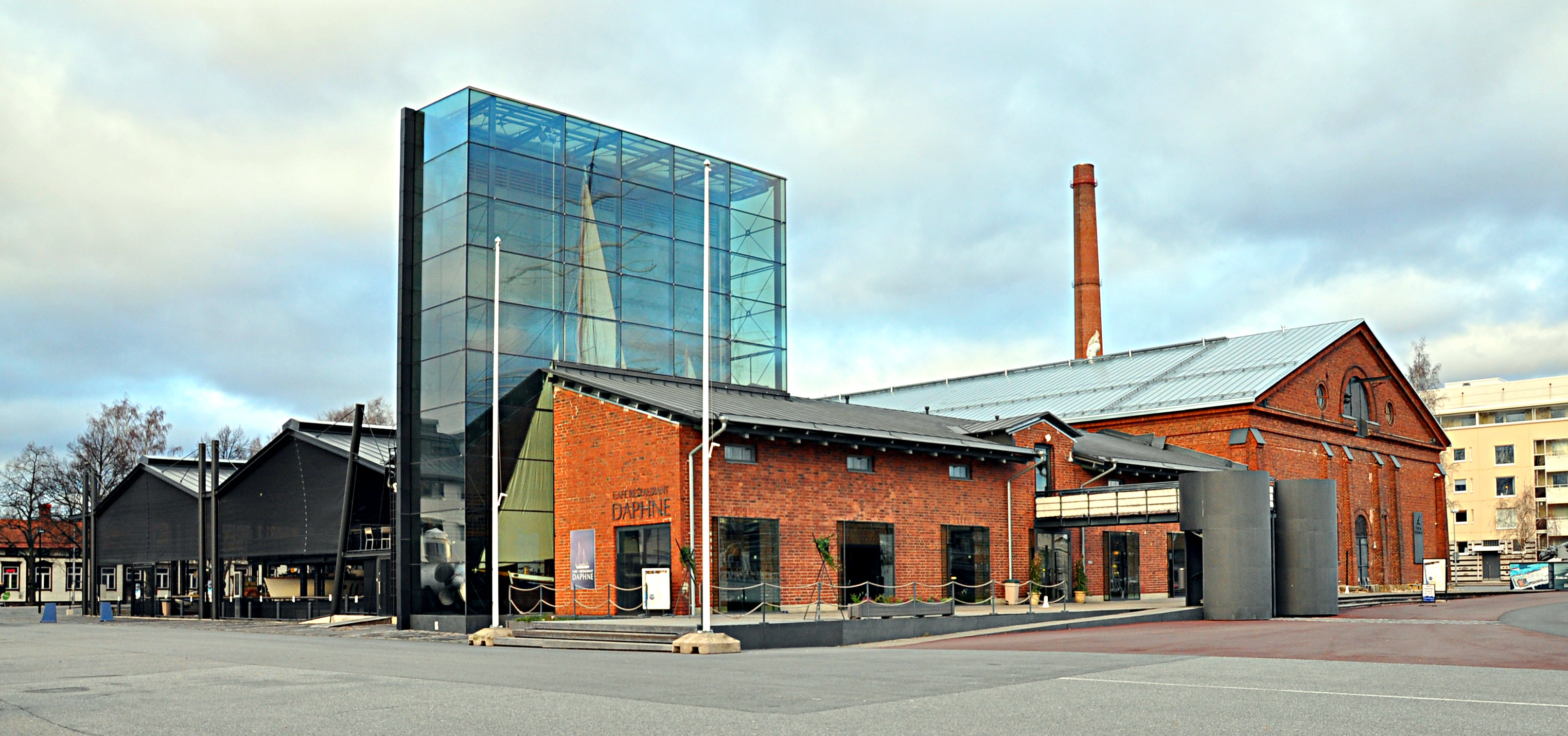
Kruununmakasiini

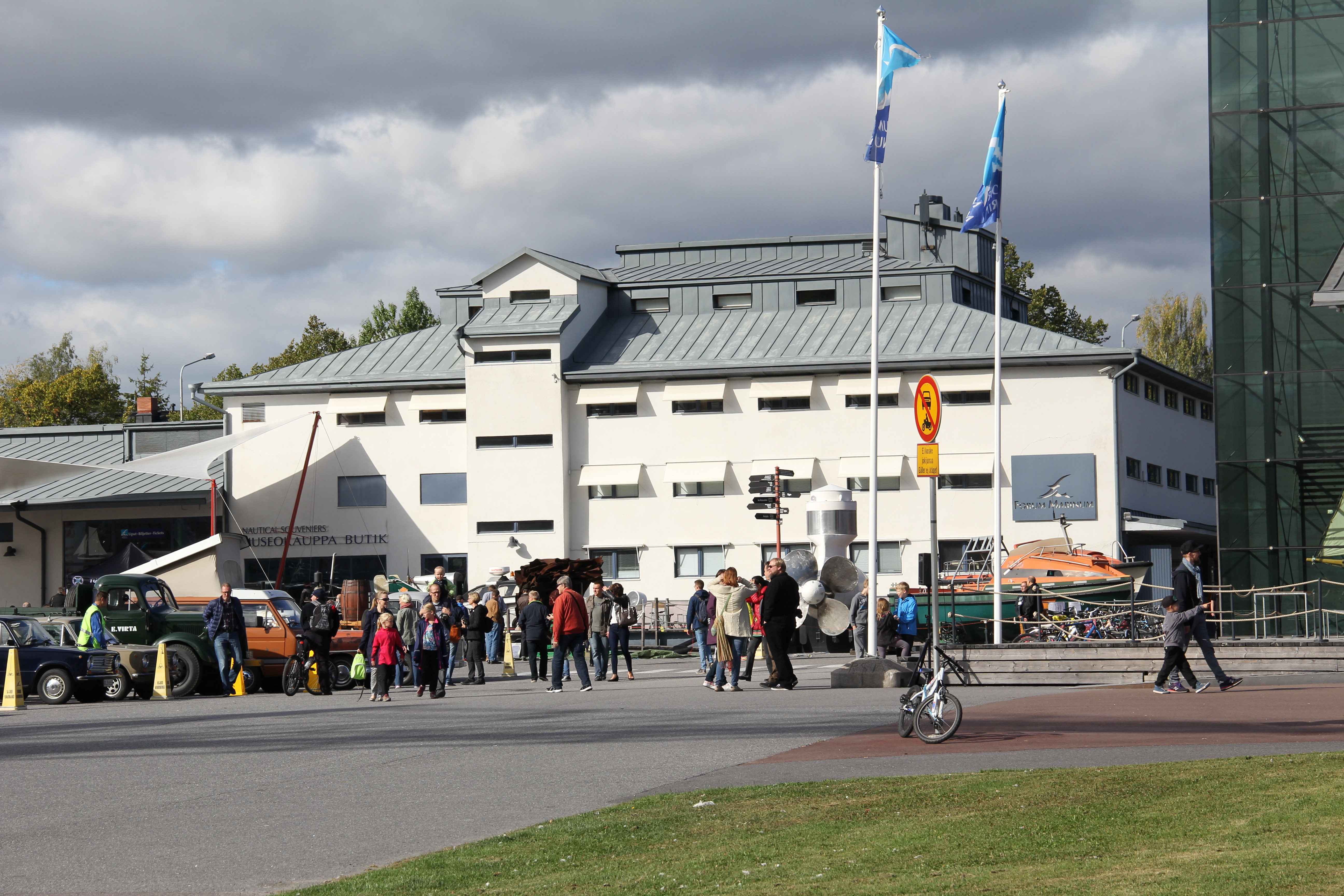
Linnanpuomi

Das Forum Marinum ist in den zwei Gebäuden Kruununmakasiini („der Speicher der Krone“) und Linnanpuomi („die Schlosssperre“) untergebracht. Im 2016 erneuerten Gebäude Kruununmakasiini befindet sich die Dauerausstellung Work at Sea (finnisch: Töissä merellä). Im Gebäude Linnanpuomi befinden sich Ausstellungen zum Schiffbau, eine Bootsammlung sowie ein Raum für Sonderausstellungen.

## Museumsschiffe
Folgende Museumsschiffe gehören zum Museum:
- das Schulschiff Suomen Joutsen („Finnischer Schwan“)
- die Schonerbark Sigyn
- die Fähre Bore
- das Kanonenboot Karjala und
- der Minenleger Keihässalmi